# Вісковатий Іван Михайлович

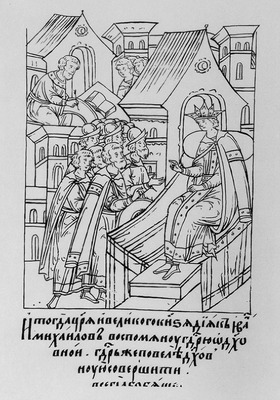
І. М. Вісковатий складає за указом Івана Грозного заповіт царя

Вісковатий (Вісковатов) Іван Михайлович (р. н. невід. — 25 липня 1570) — дипломат Московського царства, думний дяк, перший начальник Посольського приказу (з 1549), «печатник» (хранитель «державної печатки» — з 1561 р.). За деякими даними також був таємним співробітником Служби зовнішньої розвідки Московії.
Свою службу розпочав піддячим між 1538 і 1542 роками. В дипломатичних справах його ім'я вперше згадується 1542 р. З 1549 р. керував Посольським приказом.
Був прихильником активного продовження Московією Лівонської війни (на противагу О. Ф. Адашеву та його прихильникам, які пропонували зосередитись на завоюванні Кримського ханства).
1570 року заарештований у так званій «московській справі», обвинувачений у шпигунстві на користь польського короля в змові з метою здати Новгород і Псков Польщі й посадити на трон князя Старицького, а також в зрадницьких зносинах з турецьким султаном і кримським ханом з метою передати їм Казань і Астрахань.
25 липня 1570 р. за пред'явленими звинуваченнями катований опричниками і розіп'ятий на хресті з дерев'янних колод.
Фактично реабілітований 1583 року.